# Willy van de Kerkhof
Willy van de Kerkhof est un footballeur international néerlandais né le 16 septembre 1951 à Helmond (Pays-Bas). Il jouait au poste de milieu de terrain.

## Biographie
Willy van de Kerkhof a principalement joué avec le PSV Eindhoven. 
Il a fait l'essentiel de sa carrière avec son frère jumeau René van de Kerkhof.
Willy van de Kerkhof compte 63 sélections avec l'équipe des Pays-Bas. Il a été finaliste de la Coupe du monde de 1974 (défaite contre l'équipe d'Allemagne) puis finaliste de la Coupe du monde de 1978 (défaite contre l'équipe d'Argentine).
En 2004, il a été désigné par Pelé comme étant l'un des 125 meilleurs joueurs de football de tous les temps encore en vie.

## Palmarès

### En club
| - PSV Eindhoven - Coupe des Pays-Bas - Vainqueur (3) : 1974,1976 et 1988. - Championnat des Pays-Bas - Vainqueur (6) : 1975, 1976, 1978, 1986, 1987 et 1988. - Finaliste (4) : 1977, 1982, 1984 et 1985. - Coupe UEFA - Vainqueur (1) : 1978. |

- - Coupe des Clubs Champions
    - Vainqueur (1) : 1988

### En sélection nationale
- Pays-Bas
  - Coupe du monde
    - Finaliste (2) : 1974 et 1978.

### Distinctions personnelles
- Nommé pour le Ballon d'or : 1978 (13e).
- Nommé au FIFA 100 en 2004.

## Buts internationaux
|   | Date             | Lieu                                             | Adversaire           | Évolution du score | Résultat | Compétition                                  |
| - | ---------------- | ------------------------------------------------ | -------------------- | ------------------ | -------- | -------------------------------------------- |
| 1 | 29 juin 1976     | Stade Maksimir, Zagreb, Yougoslavie              | Yougoslavie          | 2 - 0              | 3 - 2    | Euro 1976                                    |
| 2 | 12 octobre 1977  | Windsor Park, Belfast, Irlande du Nord           | Irlande du Nord      | 1 - 0              | 1 - 0    | Tours préliminaires à la Coupe du monde 1978 |
| 3 | 14 juin 1978     | Estadio Mario Alberto Kempes, Córdoba, Argentine | Autriche             | 4 - 0              | 5 - 1    | Coupe du monde 1978                          |
| 4 | 5 septembre 1979 | Laugardalsvöllur, Reykjavik, Islande             | Islande              | 2 - 0              | 4 - 0    | Éliminatoires du Championnat d'Europe 1980   |
| 5 | 14 juin 1980     | Stadio San Paolo, Naples, Italie                 | Allemagne de l'Ouest | 3 - 2              | 3 - 2    | Euro 1980                                    |

## Carrière
| Saison      | Club          | Pays       | Championnat          | Coupes nationales | Coupes Continentales   | Sélection Pays-Bas |
| ----------- | ------------- | ---------- | -------------------- | ----------------- | ---------------------- | ------------------ |
| 1970 - 1971 | FC Twente     | Eredivisie | 27 matchs / 6 buts   | 1 match           | 7 matchs (C3)          | -                  |
| 1971 - 1972 | FC Twente     | Eredivisie | 32 matchs / 6 buts   | 1 match           | -                      | -                  |
| 1972 - 1973 | FC Twente     | Eredivisie | 34 matchs / 2 buts   | 3 matchs / 1 but  | 10 matchs / 1 but (C3) | -                  |
| 1973 - 1974 | PSV Eindhoven | Eredivisie | 32 matchs / 10 buts  | 1 match / 1 but   | -                      | 1 match            |
| 1974 - 1975 | PSV Eindhoven | Eredivisie | 32 matchs / 7 buts   | ?                 | 7 matchs / 2 buts (C2) | 1 match            |
| 1975 - 1976 | PSV Eindhoven | Eredivisie | 33 matchs / 6 buts   | 1 match           | 8 matchs / 2 buts (C1) | 5 matchs / 1 but   |
| 1976 - 1977 | PSV Eindhoven | Eredivisie | 31 matchs / 1 but    | ?                 | 4 matchs (C1)          | 4 matchs           |
| 1977 - 1978 | PSV Eindhoven | Eredivisie | 32 matchs / 5 buts   | ?                 | 12 matchs / 1 but (C3) | 14 matchs / 2 buts |
| 1978 - 1979 | PSV Eindhoven | Eredivisie | 30 matchs / 3 buts   | ?                 | 4 matchs (C1)          | 6 matchs           |
| 1979 - 1980 | PSV Eindhoven | Eredivisie | 30 matchs / 2 buts   | ?                 | 4 matchs / 1 but (C3)  | 7 matchs / 2 buts  |
| 1980 - 1981 | PSV Eindhoven | Eredivisie | 27 matchs / 4 buts   | ?                 | 4 matchs (C3)          | 7 matchs           |
| 1981 - 1982 | PSV Eindhoven | Eredivisie | 29 matchs / 8 buts   | ?                 | 4 matchs / 1 but (C3)  | 3 matchs           |
| 1982 - 1983 | PSV Eindhoven | Eredivisie | 26 matchs / 2 buts   | ?                 | 2 matchs / 1 but (C3)  | 2 matchs           |
| 1983 - 1984 | PSV Eindhoven | Eredivisie | 23 matchs / 3 buts   | ?                 | 4 matchs (C3)          | 5 matchs           |
| 1984 - 1985 | PSV Eindhoven | Eredivisie | 33 matchs / 2 buts   | ?                 | 4 matchs (C3)          | 6 matchs           |
| 1985 - 1986 | PSV Eindhoven | Eredivisie | 29 matchs            | ?                 | 4 matchs (C3)          | 2 matchs           |
| 1986 - 1987 | PSV Eindhoven | Eredivisie | 19 matchs / 3 buts   | ?                 | 2 matchs (C1)          | -                  |
| 1987 - 1988 | PSV Eindhoven | Eredivisie | 12 matchs / 1 but    | ?                 | 4 matchs (C1)          | -                  |
| Total       | Total         | Total      | 511 matchs / 71 buts | 7 matchs / 2 buts | 84 matchs / 9 buts     | 63 matchs / 5 buts |